# Einav Yarden
Einav Yarden (* 1978 in Tel Aviv) ist eine israelische Pianistin.

## Leben
Yarden studierte Klavier am Israel Conservatory bei Hadassa Gonen und danach an der Buchmann-Mehta School of Music an der Tel Aviv University bei Emanuel Krasovsky und schloss dort ihren Bachelor of Music ab. Anschließend ging sie von 2001 bis 2005 zu Leon Fleisher an das Peabody Institute der Johns Hopkins University nach Baltimore und erhielt dort ihren Master of Music sowie ihr Graduate Performance Diploma. Nach ihrem Studium ist sie nach New York City gezogen und hat dort vier Jahre gelebt. 2010 absolvierte sie ein Hammerflügel-Ergänzungsstudium bei Zvi Meniker an der Hochschule für Musik, Theater und Medien Hannover und lebt seitdem in Berlin.
Als Solistin trat Yarden u. a. mit dem Israel Philharmonic Orchestra, dem Minnesota Symphony Orchestra, dem Rundfunk-Sinfonieorchester Berlin und dem Rundfunkchor Berlin, dem Calgary Philharmonic Orchestra, dem Beethoven Orchester Bonn, dem Jerusalem Symphony Orchestra, der Bucharest Symphony Orchestra, unter Dirigenten wie Sir Neville Marriner, Leon Botstein, Frédéric Chaslin, Simon Halsey, Stefan Blunier, Mendi Rodan, David Greilsammer und anderen, auf.
Sie trat als Solistin und Kammermusikerin u. a. in der Berlin Philharmonie, im Kammermusiksaal der Philharmonie Berlin, im Konzerthaus Berlin, im Beethoven-Haus Bonn, im Schumannsaal in Düsseldorf, im Lincoln Center in New York, in der Phillips Collection in Washington DC, im Salle Cortot und Musée D’Orsay in Paris, auf dem Ruhr Klavier Festival, auf dem Festival La Roque d’Anthéron, auf dem Ravinia Festival in Chicago, dem Jerusalem International Chamber Music Festival u. a. auf.
Seit 2016 unterrichtet sie an der Hochschule für Musik Freiburg im Fach Klavierkammermusik.

## Auszeichnungen und Stipendien
- 1996 bis 2005: Stipendien der “America Israel Cultural Foundation (AICF)”
- 2001: 1. Preis („Rafi Guralnik-Preis“) und Preis für beste Interpretation eines zeitgenössischen Stücks (von Avner Dorman) bei den „Aviv Competitions“, Israel[2]
- 2003: Finalistin des Honens International Piano Competition in Calgary, Kanada
- 2006: Preisträgerin der International Minnesota Piano-e-Competition, USA
- 2009: 3. Preis beim International Telekom Beethoven Competition in Bonn[3]
- 2016: Stipendiatin der Mathilde-Planck Stiftung
- 2016: Bestenliste Rubrik Tasteninstrumente des „Preis der deutschen Schallplatten Kritik“ für ihre CD Haydn: Six Piano Sonatas[4]

## Diskographie
- 2013: „Oscillations“ – Klavierstücke von Beethoven und Strawinsky. Label: Challenge Classics[5]

- 2016: Haydn: „Six Piano Sonatas“. Label: Challenge Classics[6]

- 2018: „Scenes and Fantasies“ – Schumann Klaviermusik. Label: Challenge Classics[7]